# Haliophasma caprii
Haliophasma caprii är en kräftdjursart som beskrevs av Johann-Wolfgang Wägele 1981. Haliophasma caprii ingår i släktet Haliophasma och familjen Anthuridae. Inga underarter finns listade i Catalogue of Life.